# Пане Попкоцев
Панайот (Пане) Попкоцев (изписване до 1945 година: Пане попъ Коцевъ) с псевдоним Ричард е български революционер, деец на Вътрешната македоно-одринска революционна организация.

## Биография
Пане Попкоцев е роден в тиквешкото село Ваташа, тогава в Османската империя, около 1884 година. Присъединява се към ВМОРО и е ръководител на селския комитет в Конопища през 1906 година.
През 1913 година участва в Тиквешкото въстание срещу новите сръбски власти под командването на Дончо Лазаров. Жив е към 1942 година и публикува спомени във вестник „Тиквеш“. Част от тях са издадени от Държавния архив на Северна Македония. В тях той пише: 
| „ | Историята ще увековечи името на Тиквеш за водените революционни борби от нас, македонските българи. Винаги спонтанно - бунтовнически разположен срещу народните ни тирани завоеватели, няма нито един момент в нашата борба за освобождението, който да не доказва готовност за саможертва на тиквешкия българин. Днес свободен Тиквеша, тиквешкият българин се е отдал да заздрави стопански обединеното ни отечество. Историjата ке го овековечи името на Тиквеш поради револуционерните борби што ги водевме ние, македонските Бугари. Тиквешиjата секогаш беше спонтано бунтовнички расположена против нашите тирани и освоjувачи, не постои ни еден момент во нашата борба за ослободуванье што не jа докажува нашата готовност за саможртва, саможртвата на тиквешкиот Бугарин. Денес во слободен Тиквеш, тиквешкиот Бугарин прави напори економски да jа зацврсти и да jа заjакне нашата обединета татковина. | “ |